# Stefan af Blois
Stefan af Blois (fransk: Etienne de Blois, middelalderfransk: Estienne de Blois, engelsk: Stephen of Blois) (1096 i Blois – 25. oktober 1154 i Dover) var konge af England fra 1135 til sin død dog afbrudt i nogle måneder i 1141, hvor kusinen Matilde regerede. Hans regeringstid var præget af borgerkrige, og perioden kaldes Anarkiet (The Anarchy).

## Tidlige år
Stefan var født i grevskabet Blois i Frankrig. Hans forældre var Stefan 2. Henrik, greve af Blois og Adela af Normandiet, datter af Vilhelm Erobreren. Stefan var femte barn i en søskendeflok på ti. 
Stefan blev i 1106 sendt til England for at blive opfostret hos sin morbror, kong Henrik den 1. Han fik titlen greve af Mortain i ca. 1115. Ca. 1125 blev han gift med Matilde af Boulogne. Denne Matilde var kusine til navnesøsteren Matilde af England, idet deres mødre, Maria af Skotland og Edith af Skotland, var søstre. Kort efter indgåelsen af ægteskabet døde Matildes far, Eustace 3. af Boulogne, og som eneste barn efterfulgte Matilde ham som grevinde af Boulogne. Stefan var hendes medregent til ca. 1150, og året efter blev titlen givet til deres søn, Eustace af Boulogne. Matilde var en vigtig støtte for Stefan under kampen om den engelske trone. 

## Regeringstid

### Konge af England
Der var adskillige konkurrenter til at efterfølge Henrik 1. på den engelske trone. Den mindst populære var Stefans kusine, Matilde, Henrik 1.'s eneste legitime overlevende barn. Hun var upopulær ikke blot fordi hun var kvinde, men måske især fordi hendes ægtemand (grev Godfred af Anjou) var normannernes fjende. De andre kongsemner var Robert, jarl af Gloucester, en illegitim søn af Henrik 1., Stefan og Stefans ældre bror, Theobald af Blois. Theobald var ikke tilstrækkeligt interesseret i tronen til at kæmpe for den.  Før sin død i 1135 udnævnte Henrik 1. sin datter Matilde som sin arving, og han fik baronerne til at sværge hende troskab. Stefan var den første til at sværge eden. Da kong Henrik døde, greb Stefan imidlertid tronen og magten med hjælp fra sin bror, Henrik af Blois, der var biskop af Winchester. Stefan forsvarede sin handling med, at Henrik 1. havde ændret mening på dødslejet og udnævnt Stefan som sin efterfølger. Da han først var kronet, fik Stefan støtte fra flertallet af baronerne, det højtstående kleresi og paven. De første par år af hans regeringstid var forholdsvis fredelige.
I 1139 arresterede kong Stefan biskoppen af Salisbury, Roger, der var leder af den kongelige administration, og dennes to nevøer, Alexander og Nigel, der var biskopper af henholdsvis Lincoln og Ely. Han forlangte samtidigt, at de afleverede deres borge til ham. De overgav borgene, men nedlagde øjeblikkeligt protest mod kongens handlinger. Stefans bror, biskop Henrik af Winchester, der var udnævnt til pavens nye legat i England, indkaldte i august 1139 kongen til en kirkerådsforsamling, hvor kongen skulle forsvare sine handlinger. Biskop Henrik håndhævede kirkens ret til at undersøge og dømme i alle anklager mod kirkens mænd. Stefan sendte Aubrey de Vere 2. til rådet som sin talsmand. Aubrey forklarede, at kongen ikke havde arresteret Roger i hans egenskab af biskop, men som kongelig embedsmand, der var i færd med at skifte side og støtte kongens rival, Matilde. Kongen fik støtte fra ærkebispen af Rouen, Hugh, der bad de arresterede biskopper forklare, hvordan de efter kanonisk lov kunne eje borge. Aubrey luftede kongens trussel om at klage til paven over kirkens chikane. Kirkeforsamlingen bakkede ud af sagen, og ærkebisp Hugh og bisp Henrik søgte kongens medvirken til at undgå en skilsmisse mellem monarkiet og kirken. Kirken fortsatte med at støtte Henrik til 1141.

### Krig mod Matilde
I 1139 ankom Stefans kusine, Matilde, til England. Stefan stødte sammen med hendes støtter adskillige steder som Beverston Castle og Lincoln. Stefan havde mistet mange støtter, og landet blev plaget af  borgerkrigen Anarkiet. Onde varsler hjemsøgte ham før Slaget ved Lincoln i 1141, hvor Stefan mødte styrker ledet af Robert af Gloucester (Matildes halvbror) og Ranulph af Chester. Ifølge kronikører kæmpede Stefan tappert, men blev taget til fange af en ridderen William de Cahaignes (en slægtning til jarl Ranulph). Stefans hær blev besejret, og han selv blev som krigsfange bragt til kusinen Matilde og fængslet i Bristol.
Matilde fortsatte mod London for at blive kronet. Stefans hustru, Matilde af Boulogne, søgte støtte til sin mand blandt Londons indbyggere og baroner. Og da jarlen af Gloucester, der var den dygtigste forkæmper for Matilde af England, blev taget til fange før hun nåede London, så Matilde af England sig tvunget til at udveksle Stefan med halvbroderen, Robert af Gloucester. Stefan blev genindsat på tronen i november samme år. I december 1142 blev Matilde besejret ved Oxford, men det lykkedes hende at flygte klædt i hvidt gennem sneen til Wallingford Castle, der tilhørte hendes støtte, Brien FitzCount.
I 1147 besluttede Matildes 14-årige søn, Henrik, at tage del i kampen ved at samle en mindre hær af lejesoldater og invadere England. Rygter om denne hærs størrelse skræmte Stefans følge fra vid og sans, selvom styrken var meget lille. Invasionen mislykkedes på grund af manglende forberedelser. Henrik invaderede igen i januar 1153, og da lykkedes det ham at sikre sin ret til at efterfølge Stefan som konge af England i en skriftlig traktat indgået med Stefan Treaty of Wallingford.

### Forlig og død
Det lykkedes Stefan at beholde den vaklende trone i resten af sit liv, efter en militær træfning ved Wallingford med Matildes søn, Henrik. Og efter sin egen søn og arvings, Eustaces, død i 1153, blev han overtalt til et kompromis med Matilde (kendt som traktaten ved Wallingford eller Winchester). Den bestemte, at Stefans anden søn, Vilhelm af Blois, skulle forbigås i arvefølgen til den engelske trone, og i stedet skulle Henrik efterfølge Stefan.  
Stefan døde på Dover Kloster i Dover og blev begravet i Faversham Abbey, som han og hans hustru havde grundlagt i 1148.
Stefan var far til mindst tre illegitime børn, hvoraf det ene, Gervaise, blev abbed i Westminster.

## Fodnoter
1. ↑  Davis: King Stephen: 1135-1154, s.14-15
2. ↑  William af Malmesbury: Historia Novella, s. 34-38.
3. ↑  Kenji Yoshitake: "The arrest of the bishops in 1139 and its consequences," i Journal of Medieval History, vol. 14: 2 (1988), s. 97-114.